# Rollstuhltanz

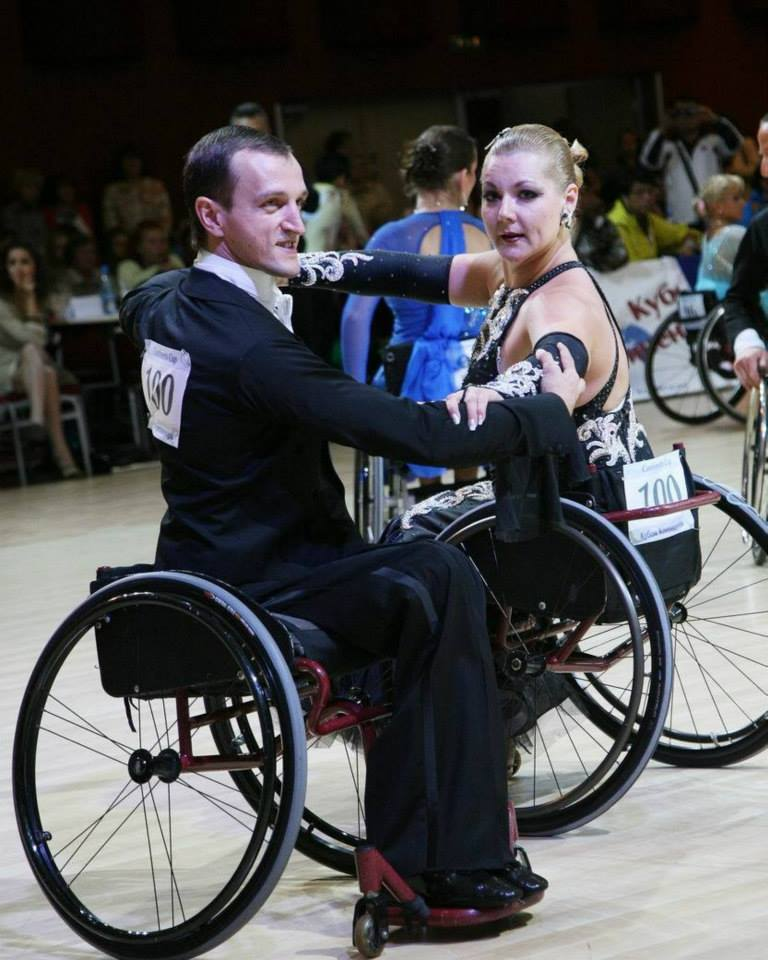
Duotanz

Der Rollstuhltanz ist eine Behindertensportart, bei der sich Rollstuhlfahrer, teilweise mit nichtbehinderten Partnern, im Tanz zu Musik bewegen. Begründet wurde der Rollstuhltanz 1974 von Gertrude Krombholz, seit 1998 werden Weltmeisterschaften ausgetragen.

## Beschreibung
Beim Rollstuhltanz als Sport gilt es, die (körperlichen) Möglichkeiten des Rollstuhlfahrers auszunutzen, ohne den Charakter der Tänze aus den Augen zu verlieren. Mittlerweile wurden die Figuren und Choreografien diesem Prinzip angepasst und perfektioniert, es wurden Regeln aufgestellt und weitere Möglichkeiten des Paar- und Gruppentanzens geschaffen. Das Spektrum reicht dabei vom klassischen Tanz bis zur Moderne und künstlerischen Ausdrucksformen. Es finden Breiten- und Leistungssportwettkämpfe im In- und Ausland statt, die sich von den Vorbildern nur dahingehend unterscheiden, dass mindestens einer der Partner eine mehr oder minder ausgeprägte Gehbehinderung besitzt. Seit 1989 werden in den verschiedenen Klassen der Standard- und Lateintänze Welt- und Europameisterschaften ausgetragen.

## Formen

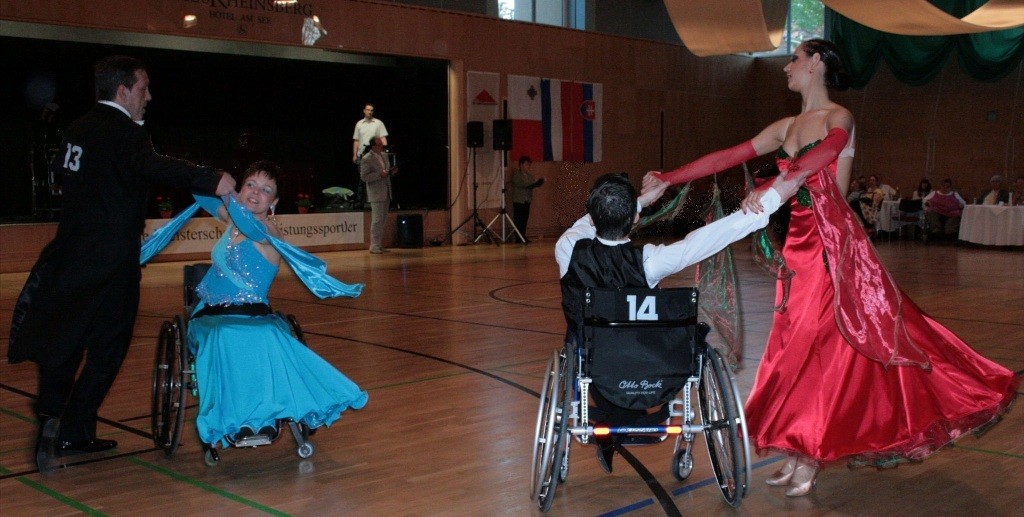
Internationale Deutsche Meisterschaft 2012, Combitanz

Es gibt verschiedene Formen des Rollstuhltanzes:
- Beim Combitanzen tanzt ein nichtbehinderter Partner mit einem Rollstuhlfahrer. In der ersten Zeit des Rollstuhltanzes umtanzte der nichtbehinderte Partner den Rollstuhl, teilweise wurde der Rollstuhlfahrer in die gewünschte Richtung gezogen. Heute tanzen beide Partner gleichberechtigt miteinander, der Nichtbehinderte tanzt mit üblichen Tanzschritten, während der Rollstuhlfahrer seinen Rollstuhl im Rhythmus der Musik bewegt.
- Beim Duo-Tanzen tanzen zwei Rollstuhlfahrer miteinander, beide bewegen ihren Rollstuhl im Takt und umeinander bzw. aufeinander zu.
- Beim Formationstanzen tanzen vier bis acht Paare gemeinsam, es können beim Formationstanz sowohl Combi- als auch Duo-Paare miteinander tanzen.
- Beim Einzel-Tanzen tanzt ein Rollstuhlfahrer allein.

## Entwicklung als Sportdisziplin
Die ersten Tanzaktivitäten von Rollstuhlfahrern untereinander und mit nicht behinderten Partnern sind Ende der 1960er Jahre in Reha-Zentren (wie in der englischen „Spastic Society School“ in London), in Freizeiteinrichtungen (wie in einem schwedischen „Youth Club DHR“) und vor allem bei geselligen Anlässen (wie in einigen deutschen Behinderteneinrichtungen) zu registrieren.
Anfangs tanzten Rollstuhlfahrer allein nach dem Takt der Musik („Single Dance“) oder zwei Rollstuhlfahrer kooperierten rhythmisch und interaktiv miteinander („Duo Dance“). Ab 1973 sind die ersten Aktivitäten vom integrativen Tanzen zwischen Rollstuhlfahrern mit nicht behinderten Partnern („Combi Dance“) zu verzeichnen. International zukunftsweisend wurde eine Demonstration von 14 Rollstuhltänzern integriert in eine Projektgruppe von 128 Tänzern der Technischen Universität München und 22.000 Teilnehmern bei der World Gymnaestrada 1975 in Berlin.
Die ersten nationalen Wettbewerbe fanden beim 1. Wheelchair Dance Festival 1971 in London/GBR statt. Das erste nationale Tanzturnier im Combi-Style wurde 1975 in Schweden, das erste größere internationale Tanzturnier als „Oslo Open“ 1978 in Norwegen organisiert, bei dem in den folgenden Jahren viele europäische Länder erste Wettkampferfahrungen sammeln (unter anderem Dänemark, Finnland, Deutschland, Niederlande, Österreich, Schweden, Schweiz) konnten.
Ein Höhepunkt in den Turnieranfängen im Combi-Style war 1980 der „Wheelchairdance Exhibition Contest“ mit Wiener Walzer, Tango, Samba und Jive; eingebunden in die damaligen „II. Olympischen Winterspiele für Behinderte“ (spätere Paralympic Winter Games) in Geilo/Norwegen. 1984 brachte der „Europa Cup im Rock ’n’ Roll“ in München/GER einen neuen tänzerischen Akzent.
Die erste Europameisterschaft wurde inoffiziell 1985 mit drei Turniertänzen (Langsamer Walzer, Rumba, Wiener Walzer) in den Niederlanden veranstaltet, die zweite folgte 1987 in Belgien. Nach der Anerkennung des Wheelchair Dance Sport 1989 von der „ISOD“ durfte Deutschland 1991 das erste Mal eine offizielle Europameisterschaft ausrichten. Vorangegangen war 1989 in München/GER die „1. International Conference of Wheelchair Dance“ mit 13 Ländern und die Gründung zunächst eines „International Wheelchair Assembly“, ab 1991 eines „ISOD Sub-Committees“, das in den nächsten Jahren die Weichen für alle Wettkampf-Regularien und weiteren internationalen Verbandsanbindungen (1993 EUROPC/EPC, 1995 IPC als Affiliated Sport, 1997 als Paralympic Sport, dessen Status aufgrund neuer Richtlinien 2002 nicht aufrechterhalten werden konnte) stellte.
Die erste Weltmeisterschaft fand 1998 in Japan statt. Im selben Jahr wurde Wheelchair Dance Sport als IPC-Sport anerkannt und wird heute vom IPC Management Team und dem WDS Technical Committee weltweit gelenkt.
War der Rollstuhltanz in den Anfängen mehr in den europäischen Ländern verbreitet, hat er später auch ein Zuhause vor allem in Asien und Amerika gefunden. So konnten inzwischen unter dem Dach der IPC acht Weltmeisterschaften und der EPC/IPC elf Europameisterschaften sowie darüber hinaus viele nationale und internationale Tanzturniere im Combi Style organisiert werden. Seit 2006 ist Duo Dance als offizielle Disziplin in das Turnierprogramm aufgenommen. Hannover war am 6./7. November 2010 Austragungsort der 7. World Championships.
Ein wesentlicher Schritt vorwärts in der sportlichen Entwicklung des Rollstuhltanzes war die Anpassung an die im IPC Handbook vergebenen Regularien des Leistungssports und das im Tanzsport übliche Reglement der World Dance Sport Federation/WDSF. So wurden ab 1999 die beiden Sektionen „Standard Dances“ und „Latin American Dances“ mit den jeweils fünf festgelegten Tänzen für offizielle Meisterschaften übernommen. Neuerdings hat die IPC mit der IDSF eine Kooperation geschlossen mit dem Ziel, künftig im Wheelchair Dance Sport verstärkt gemeinsame Wege zu gehen.
Die Funktion des Nationalen Paralympischen Komitee bzw. „national paralympic committee“ (NPC) als Ansprechpartner für das Internationale Paralympische Komitee (IPC) wird in Deutschland vom Deutschen Behindertensportverband ausgeübt.

## Wettkämpfe

### Kategorien
Nach den Richtlinien des IPC (des Internationalen Paralympischen Komitees) starten die Teilnehmer innerhalb der wettkampfrelevanten Tänze der Bereiche Standard (Langsamer Walzer, Wiener Walzer, Quickstep, Slowfox und Tango) sowie Latein (Cha-Cha-Cha, Rumba, Jive, Paso Doble und Samba) in zwei verschiedenen Gruppen, unter Berücksichtigung der individuellen Einschränkung:
- LWD 1 („Level Wheelchair Dancing“): Bei mindestens einem der teilnehmenden Rollstuhltänzer ist eine eingeschränkte Mobilität im Oberkörper vorhanden.
- LWD 2 („Level Wheelchair Dancing“): Bei den teilnehmenden Rollstuhltänzern ist eine weitestgehend uneingeschränkte Mobilität des Oberkörpers vorhanden.

- Combi: Paartanz mit einem „Fußgänger“ und einem Rollstuhlfahrer. Welcher Partner männlich bzw. weiblich ist, wird nicht unterschieden. Gleichgeschlechtliche Paare sind nur im Breitensportbereich zulässig.
- Duo: Paartanz zweier Rollstuhlfahrer. Gleichgeschlechtliche Paare sind, wie in der Combi, nur im Breitensport zugelassen.
- Formation: Mehrere Combi- bzw. Duopaare bzw. Einzeltänzer bilden eine Formation, bei der es insbesondere auf eine thematisch einfallsreiche Choreografie, Umsetzung der Musik in Bewegung und Synchronität ankommt.
- Im Freestyle und den künstlerischen und freien Tanzformen sind der Phantasie keine Grenze gesetzt. Hier entstehen ständig neue Choreografien und Ideen, die von den unterschiedlichsten Gruppen auf das Parkett umgesetzt werden.

### Deutschlandpokal
Einmal jährlich findet ein deutschlandweites Turnier, der Deutschlandpokal im Rollstuhltanz in Rheinsberg statt.

### Europameisterschaften
| 1991 | München   | Deutschland  |
| 1993 | Oslo      | Norwegen     |
| 1995 | Duisburg  | Deutschland  |
| 1997 | Härnösand | Schweden     |
| 1999 | Athen     | Griechenland |
| 2001 | Papendahl | Niederlande  |
| 2003 | Minsk     | Belarus      |
| 2005 | …         | …            |
| 2007 | Warschau  | Polen        |
| 2009 | Tel Aviv  | Israel       |
| 2014 | Łomianki  | Polen        |
| 2016 | Košice    | Slowakei     |

### Weltmeisterschaften
| 1998 | Tokio     | Japan       |
| 2000 | Oslo      | Norwegen    |
| 2002 | Warschau  | Polen       |
| 2004 | Tokio     | Japan       |
| 2006 | Papendahl | Niederlande |
| 2008 | Minsk     | Belarus     |
| 2010 | Hannover  | Deutschland |
| 2013 | Tokio     | Japan       |
| 2015 | Rom       | Italien     |